# Carmen Bulzan
Carmen Bulzan (n. 13 iunie 1953, Drobeta Turnu Severin, pseudonim literar Carmen Peregrina) profesor universitar doctor în sociologie, poetă, eseistă, traducătoare din/în spaniolă și portugheză, membră a Uniunii Scriitorilor din România și a Uniunii Scriitorilor din Rio de Janeiro, Brazilia, membru în mai multe Academii internaționale și naționale: L’Académie des Sciences, des Arts et des Lettres de Paris, Franța, Academia Hispanoamericana de Buenas Letras din Madrid, Spania, Academia Léopold Sédar Senghor, Italia, Academia Universalis Poetarum, Academia „Dimitrie Cantemir” și Academia Tomitana din România, directoarea Editurii Kult..
Membru al Asociației Internaționale de Sociologie (ISA) și al Asociației pentru Educarea Profesorilor din Europa (ATEE Arhivat în 14 octombrie 2013, la Wayback Machine.). A participat la două seminarii organizate de CIFEDHOP Geneva (Elveția, 1999, 2001) în domeniul drepturilor omului și a obținut granturi în programe ale Uniunii Europene: Arion, Comenius, Erasmus, Youth și în programe ale Consiliului Europei în: Elveția, Spania, Portugalia, Franța, Germania, Ungaria. 
Promotoare a latinității și romanității în spațiul european, a inițiat proiecte europene de promovare a valorilor identitare românești și descoperire a elementelor comune din cultura română cu a altor țări europene (în special spațiul latin), inițiind acțiuni în țară și străinătate, precum: Seminarului internațional Școala dunăreană, sub egida Consiliului Europei (2000, 2001, 2002), participantă la SEMINARIILE de formare a stafului educațional, organizate de Consiliul Europei la: Toledo (Spania, 2002), Donaueschingen (Germania, 2001), Budapestea (Ungaria, 2000), la programele din cadrul C.O.S.M.E organizate de IUFM LYON, Franța, la Barcelona (Spania, 2002), Braga (Portugalia, 2003) și Lyon (Franța, 2004), beneficiară a 7 burse ERASMUS la: Universidad Europea „Miguel de Cervantes”, Valladolid (Spania, 2006),  Universitatea Camilo José Cela, Madrid  (Spania, 2007, 2010, 2012), Universitatea din Salamanca, (Spania, 2012, 2018) și la Universitatea din Valencia (Spania, 2016).
a 
În activitatea de cercetare științifică a studiat opinia publică în cadrul Institutului Român pentru Sondarea Opiniei Publice (IRSOP) și a realizat cercetări de teren care s-au finalizat cu publicații în volume ale Academiei Române, fiind preocupată de fenomenul strămutării satelor din Clisura Dunării.
Adeptă a educației altfel, a inițiat proiecte educaționale europene cu elevi și studenți în Italia, Spania, Franța, Serbia, în calitate de președintă a Asociației Culturale Iuventus Traiani, membru al Fundației de Studii Clasice Italica (Spania) și Amigos de los museos (Spania).
Autoare a mai multor volume de poezie, jurnale de călătorie, eseuri, Carmen BULZAN a tradus și publicat prima Antologie poetică a lui Miguel de Unamuno. De același autor a tradus romanul Amor y pedagogía (Dragoste și pedagogie). A tradus, de asemenea, La obra by Trajano (Opera lui Traian) a lui Ramón de Basterra, prima carte scrisă în limba spaniolă despre România, o mărturie a diplomatului spaniol la Marea Unire. 
Este membru al Uniunii Scriitorilor, membru fondator al Societății Scriitorilor Danubieni și în colectivele diverselor reviste de cultură din România, fiind Senior editor la Cronica fundațiilor.
A obținut numeroase premii de excelență și diplome de onoare, între care Diploma de onoare acordată de Asociația Vorba noastră, Viena (Austria) în 2003, Premiul Eminescu pentru traducere, cu ocazia Festivalului Internațional de Literatură „Mihai Eminescu”, Ediția a XX-a, 2011, Premiul Umberto Peregrino și Marele Merit Cultural, Rio de Janeiro (Brazilia, 2016), Diploma de excelență și Medalia „Recunoștința evreiască”, Tel Aviv (Israel, 2018), Premiul Alexandru cel Mare, Salamina (Grecia, 2023),  Trofeul Festivalului „Garabet Ibrăileanu”, Roman, (România, 2024), Premiul pentru traducere în cadrul Festivalului Mondial de Poezie „Mihai Eminescu” de la Craiova (2022, 2023, 2024) ș.a.  Pentru laborioasa sa muncă de traducere din opera lui Miguel de Unamuno, Primăria orașului Salamanca (Spania) i-a acordat, în 2018, titlul de „Huésped distinguido de Salamancaˮ.

## Proiecte Europene
| Titlul proiectului                                                                                    | Tipul                                                | Locația                                              | Anul       | Rolul               |
| --- | ---------------------------------------------------- | ---------------------------------------------------- | ---------- | ------------------- |
| Sistemul de învățământ spaniol                                                                        | SOCRATES ARION                                       | Madrid, SPANIA                                       | 1999       | Grant internațional |
| Școala Dunăreană                                                                                      | Council of Europe                                    | ROMÂNIA                                              | 2000-2002  | Coordonator proiect |
| Interferențe culturale româno-spaniole                                                                | COMENIUS                                             | Sevilla, SPANIA                                      | 2001       | Grant internațional |
| Educația pentru cetățenie, Educația pentru valori                                                     | Parteneriat școlar                                   | Sevilla (SPANIA) și Droberta Turnu Severin (ROMÂNIA) | 2000-2003  | Organizator         |
| La muchacha de Andros by Terentius                                                                    | Greco-Latin International Theater Festival for Youth | Italica, SPANIA                                      | 2001-2002  | Participant         |
| Globalizarea și efectele ei în educație                                                               | Council of Europe                                    | Toledo, SPANIA                                       | 2002       | Participant         |
| Traian - împăratul Romei                                                                              | Cultura2000                                          | Sevilla, SPANIA                                      | 2002-2003  | Organizator român   |
| Parteneriatul școală-muzeu                                                                            | C.O.S.M.E                                            | Lyon, FRANȚA                                         | 2002-2004  | Asociat             |
| La muchacha de Andros de Terentius                                                                    | Greco-Latin International Theater Festival for Youth | Segobriga, SPANIA                                    | 2004       | Participant         |
| Itinera Traiani                                                                                       | YOUTH                                                | Seville, SPAIN                                       | 2004       | Organizator român   |
| Un pod roman peste Europa - Don Quijote și valorile umane                                             | NGO Partnership                                      | Drobeta Turnu Severin și București, ROMÂNIA          | 2002, 2005 | Organizator         |
| Interdependențele cultură-educație în fomarea competențelor pentru a trăi în societăți multiculturale | ERASMUS                                              | Valladolid, SPANIA                                   | 2006       | Grant internațional |
| Universitatea în contextul medioambiental și social euroepan                                          | ERASMUS                                              | Madrid, SPANIA                                       | 2007       | Grant internațional |
| Eco and Ettno-cultural cross border interferences                                                     | Vicinity program Romania-Serbia                      | ROMÂNIA și SERBIA                                    | 2006-2007  | Lector angajat      |
| The Danube - an European Corridor                                                                     | Vicinity program Romania-Serbia                      | ROMÂNIA și SERBIA                                    | 2007-2008  | Membru              |
| Inovație în calitatea activității docente                                                             | ERASMUS                                              | Madrid, SPANIA                                       | 2010       | Grant internațional |
| Lansare Antologie poetica, Miguel de Unamuno                                                          | ERASMUS                                              | Salamanca, SPANIA                                    | 2012       | Poet, traducător    |